# 攻殻機動隊シリーズの年表
攻殻機動隊シリーズの年表（こうかくきどうたいシリーズのねんぴょう）では、攻殻機動隊シリーズにおける架空の出来事を年表形式に掲載する。この世界の出来事は現実の時間軸に沿って展開する設定になっており、以下の年代表記は西暦である。

## 凡例
原則として、シリーズのうち士郎正宗による原作第1作『攻殻機動隊』から『攻殻機動隊2 MANMACHINE INTERFACE』までと世界観が同じ『アップルシード』、押井守による『GHOST IN THE SHELL / 攻殻機動隊』と続編の『イノセンス』、神山健治による『攻殻機動隊S.A.C.シリーズ』と世界観が同じ『東のエデン』、これらの作中の設定に基づく出来事について列挙する。なお、S.A.C.シリーズは「もし草薙素子が人形遣いと出会わず、公安9課に残っていたら」という前提で展開されるパラレルワールドの物語であり、攻殻機動隊原作及びアップルシード他の士郎正宗作品の世界観とは異なることを留意すること。

## 原作版

### 1990年代
1991年
- 択捉島が日本に返還される。

1995年
- ソビエト連邦が中東に軍事介入、その後イスラエルを抑え地中海に進攻し欧州諸共同体（EC）と正面衝突。

1996年2月
- 第三次世界大戦勃発。ほぼすべての核兵器投入により一瞬にして決着。EC・アメリカ合衆国がソ連を撃退する。

1999年
- 中国北京に巨大隕石が落下、中国共産党の指導部が消滅したことにより、中華人民共和国が事実上崩壊。
- 9月、日本が核攻撃を受け、東京が壊滅。第四次世界大戦勃発。

### 2000年代
2005年
- 大東合衆国（アジア連合）結成。

### 2010年代
2015年
- 記憶の機構が解明され、記憶を記録情報とする技術を手に入れる。
- 「日本の奇跡」と呼ばれる放射能粉塵除去技術が発明される。

### 2020年代
2024年
- 第四次大戦終戦。アジアの勝利[1]。

2028年
- 7月、鶴岡首相が国連全権大使と秘密会談中、テロによって爆死する[2]。

2029年
- 1月、公安9課・攻殻機動隊創設（半年前の首相暗殺事件のあと、カウンターテロの必要性を日本政府が痛感）[3][4]。
- 2月以降、人形使い事件発生。この事件後、草薙素子は公安9課を離れる（攻殻機動隊）。

### 2030年代
2030年~2035年
- 草薙素子が去った後、奇妙な事件が多発する（攻殻機動隊1.5 HUMAN-ERROR PROCESSER）。

2035年
- 3月6日、ポセイドン・インダストリアル社の豚クローン臓器培養施設襲撃事件発生。草薙素子の11番目の同位体で社考査部長の荒巻素子が他の草薙素子同位体達と遭遇する（攻殻機動隊2 MANMACHINE INTERFACE）。

### 2090年代
2096年
- ブリアレオス・ヘカトンケイレス誕生[5]。

### 2100年代
2105年
- デュナン・ナッツ誕生[5]。

### 2120年代
2125年
- 第5次世界大戦（第5次非核大戦とも）勃発。

2127年
- 逃亡生活を続けていたデュナンとブリアレオス、ヒトミと名乗る少女に終戦の知らせと”オリュンポス”への招待を受け、総合管理局の内務省部隊、ESWAT（ESpecialy Weapon And Tactics）に所属し対テロ作戦などに加わる。その中で巨大な計画、旧大国の策謀を知ることになる（アップルシード）。

## 映画版

### 1990年代～2020年代
漫画版とほぼ同じ。

### 2030年代
2032年
- 少女型の愛玩用人造人間「ロクス・ソルス社製 Type2052 “ハダリ（HADALY）”」による惨殺事件発生。バトーとトグサがこの事件を解決するため奔走する（イノセンス）[6]。

## 攻殻機動隊 STAND ALONE COMPLEX

### 1940年代
1945年
- 太平洋戦争終戦。日本は連合国に無条件降伏。後に№03に選ばれる北林とし子が、亜東才蔵によって助け出される（東のエデン）。
- 亜東才蔵が、「ATO商会」の源流である「ATOタクシー」を開業。白洲次郎から気に入られる。この時はまだ小さなタクシー会社であったが、後に戦後日本最大の企業連合グループにまで成長を遂げる（東のエデン）。

1947年
- 「官庁の中の官庁」として、絶大な権力を握っていた内務省が、GHQによって解体・廃止される（東のエデン）[7]。

### 1950年代
1956年
- 2月29日、衆議院内閣委員会において、鳩山一郎総理が「わが国に対して脅迫不正の侵害が行われ、その侵害の手段としてわが国土に対し、誘導弾等による攻撃が行われた場合、座して死を待つべしというのが憲法の趣旨とするところだというふうには、どうしても考えられないと思うのです。（略）たとえば誘導弾等による攻撃を防御するのに、他に手段がないと認められる限り、誘導弾等の基地をたたくことは、法理的には自衛の範囲に含まれ、可能であるというべきものと思います。」との政府統一見解を示す。

### 1980年代
1989年
- 土橋文也、平澤一臣生まれる。
- 1月6日、森美咲生まれる[8]。
- 1月7日、滝沢朗生まれる[8]。
- 1月9日、大杉智生まれる。
- パトリック・シルベストル死亡。

### 1990年代
1992年
- 11月29日、パブロ・ザイツェフ生まれる。

### 2000年代
2005年
- 草薙素子誕生。

### 2010年代
2010年
- 1月15日、№02の辻仁太郎の申請により、在日モナコ大使館での食事会に辻が招待される。この際、財務省の法案担当課長で、№01の物部大樹と接触する（東のエデン）。
- 8月25日、№10の結城亮が軍事評論家を取材。そのわずか15分後に結城は、日本国主要政令都市6都市への空爆を申請（東のエデン）。
- 11月22日、迂闊な月曜日事件発生[9]。奇跡的に犠牲者は出なかったが、ミサイル着弾による被害で、東京に10ヶ所の「穴」ができる（東のエデン）。
- 12月21日、結城が、豊洲へのミサイル攻撃を申請（東のエデン）。
- 12月21日、結城が、日本を戦後からやり直すため、日本国主要政令都市を60発のミサイルで攻撃することを申請（東のエデン）。
- 12月某日、篁の事務所に物部が訪れる。物部は篁を、制御プログラムに欠陥を抱えたATOウラヌスに乗せて、深夜の首都高を時速140キロの猛スピードで走行。物部は自分が元官僚であること、現在はATOグループと政界とのパイプ役（調整役）を勤めていること、篁を含めた8人のセレソンを特定し、うち2人と共闘していること、Mr.OUTSIDEの正体が、亜東才蔵であることを明かす。

2011年
- 2月12日、№09の滝沢朗と、森美咲がホワイトハウス前で出会う（東のエデン）。
- 2月14日、羽田沖で11発目のミサイルが旅客機に直撃。乗客乗員234名が死亡するも、後の草薙素子とクゼヒデオである6歳児2名が奇跡的に救出される（東のエデン）。
- 2月14日、滝沢と№04の近藤勇誠が接触。近藤は滝沢を暴行し、彼のノブレス携帯を奪うが、代わりに自分の警察手帳を滝沢に盗まれていた（東のエデン）。
- 2月15日、歌舞伎町で、近藤が妻に刺殺される。瀕死の状態であった近藤は、駆けつけた滝沢にセレソンゲームやノブレス携帯について自分の知っている情報を伝えた後に死亡する（東のエデン）。
- 2月15日、滝沢と№05の火浦元が接触。滝沢にセレソンゲームに関して知っている情報を伝える。この日、火浦は100億円を使い切り、その後、記憶を消される（東のエデン）。
- 2月16日、国会で答弁中であった江田一彦総理に、亜東から秘書官を通じて「ギャフン」と言えと指示が入る。仕方がなく江田は「ギャフン」と発言するが、親しみが持てるとして、内閣支持率が10％上昇する（東のエデン）。
- 2月17日、滝沢と、学生サークル<東のエデン>のメンバーが初めて顔を合わせる。滝沢は<東のエデン>起業への支援を約束（東のエデン）。
- 2月17日、首都高タンクローリー横転事故発生。六本木の会員制ホテル「ホテルインソムニア」買収合戦の後に、滝沢と№10の白鳥･D･黒羽が初めて接触する（東のエデン）。
- 2月18日、滝沢と物部が接触。物部と共に播磨学園都市に置かれている「ATO播磨脳科学研究所」へと向かい、辻と結城とも接触。物部から60発のミサイル攻撃を予告される（東のエデン）。
- 2月18日、№12の申請により、ジュイス本体が播磨から移送される（東のエデン）。
- 2月19日、60発のミサイル事件発生[10]。江田総理が亜東才蔵に直談判し、セレソンゲームを今すぐにやめるよう要求するが、亜東はこれを拒否。江田総理は19日中に辞意を表明（東のエデン）。
- 2月22日、東京・神楽坂の日本料理屋の座敷で、物部と江田総理が会談。物部は、江田が長年夢見てきた亜東才蔵に成り代わるというシナリオを提示し、交換条件として内務省の復活と、相続税100％法案制定への協力を求める（東のエデン）。
- 2月26日、江田内閣が総辞職（東のエデン）。
- 2月下旬、解散総選挙（通称:ギャフン解散）が行われる。「誰が総理になっても地獄」と皮肉られ、与野党問わず総理に手を挙げる政治家が出てこなかったが、最終的に、タカ派首相として豪腕を振るった元総理の飯沼誠次郎が担ぎ出される（東のエデン）。
- 2月下旬、第2次飯沼内閣が発足。メディアからは連日「病み上がりの総理にこの国を任せられるのか」とのバッシング報道が盛んに行われる（東のエデン）。
- 3月初旬、平澤一臣が<東のエデン>を起業（東のエデン）。
- 3月中旬、相続税法の特例に関する法案（相続税100％法案）が、衆議院税務委員会で可決される（東のエデン）。
- 3月某日、±橋文也が相慈院大学政治学研究科を卒業する[11]（東のエデン）。
- 8月10日、飯沼総理が過労で倒れ、危篤になる（東のエデン）。
- 8月12日、飯沼総理が脳溢血で死去。以後、日本は総理が空席状態になる（東のエデン）。
- 8月12日、森美咲、滝沢朗捜索のために、成田国際空港からニューヨークへと向かう（東のエデン）。
- 8月12日、辻が、マスコミ各社に「飯沼の私生児の正体」と題したファックスを送り、飯沼朗名義のパスポートを公開。これにより、ミサイル事件の犯人とされている滝沢が、飯沼総理の息子であると報じられ、大騒ぎになる（東のエデン）。
- 8月14日、物部の申請により、ジュイス本体へのミサイル攻撃が行われる。これにより、№02、№11、№12のジュイスが破壊される（東のエデン）。
- 8月14日、滝沢朗がニューヨークから帰国。成田国際空港にAKX20000が集結し、空港職員やマスコミとパニックに（東のエデン）。
- 8月14日、野宮官房長官が記者会見を開き、「今回のミサイル攻撃はテロリストの移動拠点への攻撃」「新たなミサイル攻撃を防ぐための先制攻撃である」と発表。加えて、昭和31年（1956年）の政府統一見解を持ち出し「テロリストが日本を攻撃する意図を表明し、武力攻撃の準備を整えた段階で、即攻撃が可能」との見解を示した（東のエデン）。
- 8月14日、物部の申請により、辻が国税局査察部（マルサ）の家宅捜索を受け、逮捕される（東のエデン）。
- 8月15日、飯沼別邸で、滝沢と物部が会談。物部は自分が官僚になる前から日本を憂いていたこと、理想の国家像、60発のミサイル攻撃の真意を語る。その上で滝沢に、<東のエデン>のメンバーにかけられているテロリストとしての嫌疑を解き、逃走資金を用意する代わりに、どこかに消えるよう要請する。対して滝沢は、物部が総理に就任することを要望するが、物部は「今や総理大臣など、ただの生贄に過ぎない」と語り、これを拒否する（東のエデン）。
- 8月15日、滝沢朗による国民への演説。その後、セレソンゲームが終了。ゲーム終了に伴うゴーストハックにより、№01、№02、№03、№06、№08の記憶が消される（東のエデン）。
- 8月中旬～12月中旬、亜東、セレソンゲームを再開するために、ジュイスの移送と新しいノブレス携帯の手配を済ませる。更に、江田が物部を操って亜東から権力を奪おうとしたことを咎めない代わりに、政府に定額給付金の残金をセレソンゲームの資金に廻させる（東のエデン）。
- 12月24日頃、原宿の表参道で滝沢と亜東が接触。滝沢は亜東をスリッパで殴りつけた後に、彼の個人タクシーを「右」に向かわせている（東のエデン）。

2014年
- 「戸久良エレクトロニクス」社長の娘、戸久良エカが人類解放戦線の亜流セクト「興国の旅団」に誘拐される（S.A.C.）。

2019年
- 電脳化を施した部位が脳死に至る原因不明の電脳障害が起こり、医学界で話題となる。後に電脳硬化症と呼ばれる症例が報告されるようになった（S.A.C.）。

### 2020年代
2020年
- 内戦中のメキシコに国連軍が派遣されることになり、日本も自衛軍をメキシコに派兵。
  - 夏、その後メキシコの傭兵だったサイトーが少佐の部下になる（2nd GIG 14話）[12]。
- 米帝の「サンセット計画」（S.A.C. 10話）。
- 村井博士が電脳硬化症のワクチンを発見するが、マイクロマシン療法を推進する中央薬事審議会により非認可となる。

2021年
- 2月、村井千歳が死亡（S.A.C.）。
- 4月、「村井ワクチン」が特定指定者有償実験薬として認可される（S.A.C. 第20話）。

2024年
- 日本国際博覧会、淡路万博が開催される[13]。
- クゼ・ヒデオ、PKFの一員として朝鮮半島新義州にわたる（2nd GIG）。
- 2月1日、笑い男事件発生[14]。

### 2030年代
2030年
- 笑い男事件が再び始まる（S.A.C.）。
- 特殊部隊規制法案施行により、公安9課壊滅（S.A.C.24話）。
- 「笑い男」事件による厚生疑獄解決。公安9課再起動。

2031年
- 公安9課の無期限待機命令解除（2nd GIG 1話）。

2032年
- 個別の11人事件発生（2nd GIG）。

2033年
- 春、草薙素子失踪する（2nd GIG 26話）。

2034年
- 「傀儡廻」事件（S.A.C. SSS）[15]。

### 2040年代
2045年
- 全ての国家を震撼させる経済災害「全世界同時デフォルト」が起こる（攻殻機動隊 SAC_2045）[16]。